# Helene Liebmann
Helene (Lea) Liebmann (geb. Riese, later: Helene Maria Liebert) (Berlijn, 16 december 1795 – ?, na 1859) was een Duitse componiste, pianiste en zangeres.

## Levensloop
Liebmann was het tweede kind van een welgestelde Joodse burgerfamilie. Haar vader, Meyer Wulff Riess (latere naam: Martin Riese), was een vermogend bankier. De broer van Helene was de schrijver Friedrich Wilhelm Riese. Door haar moeder Jitel, geboren Baer (1767-1833) was zij nog ver weg verwant met de familie Mendelssohn. Helene Liebmann genoot een muzikale opleiding bij de voornaamste leraren in Berlijn zoals bij de pianist en componist Wilhelm Schneider, bij de organist, contrabassist en latere kapelmeester Joseph Augustin Gürrlich. Pianoles kreeg zij van de pianist en componist Franz Lauska, een voormalig leraar van Giacomo Meyerbeer. Op 11-jarige leeftijd verzorgde zij haar eerste openbare concert op 23 februari 1806. Tot 1814 wordt regelmatig over optredens van de pianiste bericht. Bijvoorbeeld speelde zij in 1809 een Sonate van haar leraar Lauska, in 1810 wordt over de uitvoering van het pianoconcert in Es majeur van Anton Eberl bericht en in 1811 speelt zij tijdens een concert een pianoconcert van František Xaver Dušek. Verder speelde zij in concerten werken van Wolfgang Amadeus Mozart, Johann Sterkel, Steibel en eigen composities. In 1812 begeleidt zij de harpiste Caroline Longhi in een duet voor harp en piano.
In 1813 bekeerde de muzikante zich tot het christendom en huwde op 22 september 1813 - op 17-jarige leeftijd - de Londense koopman John Joseph Liebmann. In april 1814 vertrok het jonge echtpaar naar Londen, waar zij bij Ferdinand Ries studeerde. Vanaf 1819 woonde het echtpaar in Hamburg. In 1819 bekeerde ook haar echtgenoot zich tot het christendom en zij veranderden de naam in Liebert, omdat die meer christelijk klonk dan Liebmann. In Hamburg werd zij zangeres en nam in 1835 samen met Clara Schumann aan een concert in het huis van de familie Parish deel. In de lente van het jaar 1859 verliet het paar de stad Hamburg en vertrok via Saksen en Oostenrijk naar Italië. Het onderzoek naar het verblijf in Italië heeft tot nu nog geen verdere resultaten opgeleverd.

## Composities

### Vocale muziek

#### Liederen
- 1811 Mignon: Kennst du das Land? in As majeur, op. 4
- 1811-1812 Sechs Lieder
- 1812 Sechs deutsche Lieder, op. 8
- voor 1817 Sechs Lieder

### Kamermuziek
- 1813 Sonate in G majeur, voor viool en piano, op 9 Nr. 1
- tussen 1813 en 1815 Große Sonate in Bes majeur, voor cello en piano, op. 11
- voor 1816 Großes Trio in A majeur, voor viool, cello en piano, op. 11
- voor 1816 Großes Trio in D majeur, voor viool, cello en piano, op. 12
- voor 1816 Großes Quartett in As majeur, voor viool, altviool, cello en piano, op. 13
- voor 1816 Sonate in Bes majeur, voor viool en piano, op. 14

### Werken voor piano
- 1811 Sonate in D majeur, op. 1
- 1811 Sonate in Es majeur, op. 2
- 1811 Große Sonate, op. 3
- uiterlijk 1812 Große Sonate, op. 4
- uiterlijk 1812 Große Sonate, op. 5
- uiterlijk 1813 2 verdere sonates
- uiterlijk 1813 Variation(en?) über "Wenn mein Pfeifchen"
- uiterlijk 1816 Große Sonate, op. 15
- uiterlijk 1817 Fantasie in a mineur, op. 16